# Myrcia nubicola
Myrcia nubicola är en myrtenväxtart som beskrevs av Mcvaugh. Myrcia nubicola ingår i släktet Myrcia och familjen myrtenväxter. Inga underarter finns listade i Catalogue of Life.